# Chetogena vibrissata
Chetogena vibrissata är en tvåvingeart som först beskrevs av Brauer och Julius Edler von Bergenstamm 1891.  Chetogena vibrissata ingår i släktet Chetogena och familjen parasitflugor.
Artens utbredningsområde är New York. Inga underarter finns listade i Catalogue of Life.